# Santa Anita
Santa Anita – miasto w Meksyku, w stanie Jalisco.